# 共同紙販ホールディングス
株式会社共同紙販ホールディングス（きょうどうかみはんホールディングス、英: KYODO PAPER HOLDINGS）は、東京都に本社を置く紙二次卸としては初の上場企業である。日本製紙の関連会社。

## 沿革
- 1947年 - 紙の二次卸商として東京都豊島区に林紙業社創業。
- 1952年 - 株式会社に改組。商号を株式会社河内屋に変更。
- 1955年 - 商号を株式会社河内屋洋紙店に変更。
- 1964年 - 東京都北区に本社ビルを建築。
- 1974年 - 商号を河内屋紙株式会社に変更。
- 1985年 - 本社を東京都新宿区に移転。
- 1989年 - 株式を日本証券業協会に店頭登録。
- 1998年 - 本社を東京都北区に移転。
- 2004年12月 - 日本証券業協会への店頭登録を取消しジャスダック証券取引所に株式を上場。
- 2007年
  - 6月 - 本社を東京都文京区に移転。
  - 10月 - はが紙販株式会社との経営統合を決定。
- 2008年
  - 4月1日 - 持株会社体制に移行。会社分割により洋紙販売部門を新設会社の河内屋紙株式会社に継承し、商号を株式会社共同紙販ホールディングスに変更。はが紙販株式会社も会社分割を行い、洋紙販売部門を新設会社のはが紙販株式会社に継承し、株式会社はが紙販ホールディングスに商号変更。株式会社共同紙販ホールディングスが株式会社はが紙販ホールディングスを吸収合併。
  - ジャスダック証券取引所と大阪証券取引所の合併に伴い、大阪証券取引所（JASDAQ市場）に株式を上場。
  - 6月 - 本社を東京都中央区に移転。子会社の河内屋紙株式会社・はが紙販株式会社も移転。
- 2010年
  - 4月1日 - 子会社の河内屋紙株式会社・はが紙販株式会社を吸収合併。
  - 10月 - 大阪証券取引所ヘラクレス市場、同取引所JASDAQ市場及び同取引所NEO市場の各市場の統合に伴い、大阪証券取引所JASDAQ（スタンダード）に株式を上場。
- 2011年6月 - 本社を東京都台東区に移転。
- 2013年7月 - 東京証券取引所と大阪証券取引所の統合に伴い、東京証券取引所JASDAQ（スタンダード）に株式を上場。
- 2016年6月 - 監査等委員会設置会社へ移行。
- 2022年4月 - 東京証券取引所の市場区分の見直しにより、東京証券取引所スタンダード市場へ移行。